# Nea Mărin miliardar
Pour plus de détails, voir Fiche technique et Distribution.
Nea Mărin miliardar (en français, "Oncle Mărin, le milliardaire") est un film roumain sorti en 1979, réalisé par Sergiu Nicolaescu et écrit par Vintilä Corbul (ro), Eugen Burada (ro) et Amza Pellea. Il met en scène dans le rôle principal et celui de son sosie l'acteur Amza Pellea, accompagné de : Draga Olteanu-Matei, Jean Constantin (acteur) (ro), Stefan Mihăilescu-Brăila (ro), Sebastian Papaiani, Puiu Călinescu (ro), Stela Popescu (ro) et Colea Răutu.
Le film met en scène le personnage de Nea Mărin Juvete, originaire de Băilești en Olténie, que l'acteur principal avait précédemment joué dans différents sketches à succès à la télévision. Dans le cadre de cette comédie humoristique, Nea Mărin Juvete est confondu avec un milliardaire américain, Marlon Juvett, de passage en Roumanie pour payer une rançon, du fait de leur forte ressemblance.
Avec un total de 14 644 084 spectateurs (données de 2006), il est le plus gros succès du box-office roumain de tous les temps.

## Fiche technique
- Titre : Nea Mărin miliardar
- Autres titres :
  - Uncle Marin, the Billionaire (anglais)
- Réalisation : Sergiu Nicolaescu
- Scénario : Eugen Burada, Vintilä Corbul et Amza Pellea
- Musique : Ileana Popovici
- Photographie : Nicolae Girardi
- Montage : Gabriela Nasta
- Production : Corneliu Leu
- Société de production : Casa de Filme "Patru", Centrul de Producție Cinematografică București et România Film
- Pays :  Roumanie
- Genre : Comédie
- Durée : 88 minutes
- Dates de sortie : 
  - Roumanie : 5 février 1979

## Distribution
- Amza Pellea : Nea Mărin / Marlon Juvett
- Draga Olteanu-Matei : Veta, femme de Nea Mărin
- Jean Constantin : Teach
- Ștefan Mihăilescu-Brăila (ro) : Doe
- Sebastian Papaiani : Gogu
- Puiu Călinescu : le lieutenant Columbo
- Stela Popescu : la vamp
- Ștefan Bănică : Poe
- Hamdi Cerchez : Moe
- Brândușa Manu : Samantha Juvett
- Corneliu Gîrbea : Peach